# Pňovice
Pňovice – miejscowość i gmina (obec) w Czechach, w kraju ołomunieckim, w powiecie Ołomuniec. W 2022 roku liczyła 1010 mieszkańców.
Przez gminę przepływa rzeka Oskava.